# Grand lance-flammes de Livens

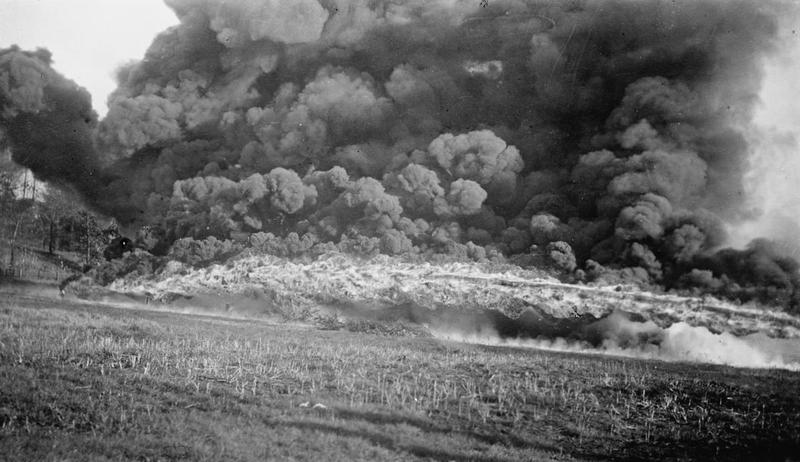
Grand lance-flammes de Livens

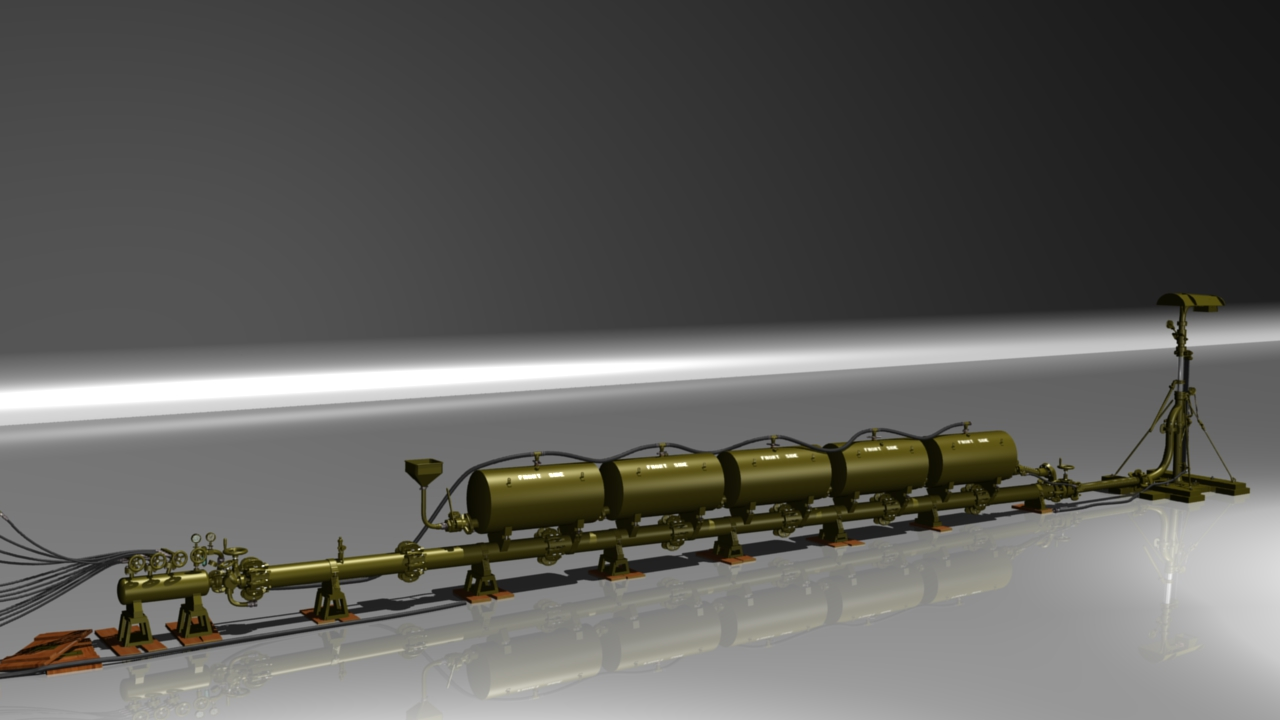
Grand lance-flammes de Livens -2-

Le grand lance-flammes de Livens (Livens Large Gallery Flame Projector) était un énorme lance-flammes utilisé très ponctuellement par l'armée britannique durant la Première Guerre mondiale.
Il fut nommé d'après son inventeur, William Howard Livens, un officier des Royal Engineers. En 1916, quatre appareils furent  déployés pendant la bataille de la Somme et un, en 1917, dans une offensive près de Dixmude, en Belgique. Deux des lance-flammes de la bataille de la Somme furent détruits par des bombardements allemands avant qu'ils ne puissent être utilisés, mais les deux autres furent utilisés au début de l'offensive. Leur utilisation est une explication possible de la réussite des Britanniques dans ces secteurs particuliers du front. Les pertes britanniques furent relativement faibles. 
L’arme avait une longueur de 17 m (56 pieds), pesait 2,5 tonnes, nécessitait 300 hommes pour amener les pièces détachées sur la ligne de front et pour les assembler. Elle était mise en œuvre par une équipe de huit personnes. L'arme avait été conçue pour être utilisée à partir d'un tunnel peu profond creusé sous le no man's land. L'arme était composée d'une longue chambre contenant le combustible, d’un tuyau de 360 mm (14 pouces) de diamètre et d'une buse à la surface. Un piston entraîné par un gaz comprimé poussait le carburant dans la chambre, le chassant vers la buse à la surface, à partir duquel il était enflammé et dirigé vers la cible,. La portée maximale de l'arme était de 30 à 40 m (100 à 130 pieds).

## Reconstitution
Les historiens Peter Barton et Jeremy Banning et les archéologues Tony Pollard et Iain Banks, du Centre pour l'archéologie du champ de bataille de l'université de Glasgow réussirent en mai 2010 à retrouver à Mametz les restes de l'un des grands lance-flammes de Livens. Ce projet avait été entrepris pour un documentaire de l’émission Time Team de Channel 4 dont la première diffusion eut lieu le 14 avril 2011. Une réplique à l’échelle 1 fut construite pour prouver l'efficacité de la machine.